# Divisione Nazionale B 1941
La Divisione Nazionale B 1941 è stata la ?ª edizione della seconda divisione del campionato italiano maschile di pallanuoto. Le squadre partecipanti furono suddivise in due gironi. La prima classificata di ogni girone guadagnò l'accesso al girone finale.

## Fase a gironi

### Girone A
|  |    | Girone A 1941     | Pt | G | V | N | P | GF | GS | DR  |
|  | -- | ----------------- | -- | - | - | - | - | -- | -- | --- |
|  | 1. | Canottieri Napoli | 8  | 4 | 4 | 0 | 0 | _  | _  | _   |
|  | 2. | Napoli B          | 4  | 4 | 2 | 0 | 2 | _  | _  | _   |
|  | 3. | GUF Catania       | 0  | 4 | 0 | 0 | 4 | 0  | 27 | -27 |

Verdetti
- Canottieri Napoli qualificato alla Finale.

Risultati noti
- 20 luglio 1941: Canottieri-RN Napoli 4-0.
- 27 luglio 1941: Canottieri-GUF Catania 9-0.
- 27 luglio 1941: RN Napoli-GUF Catania 7-0.
- 10 agosto 1941: GUF Catania-RN Napoli 0-8.
- 17 agosto 1941: GUF Catania-Canottieri 0-3.

### Girone B
|  |    | Girone B 1941      | Pt | G | V | N | P | GF | GS | QR    |
|  | -- | ------------------ | -- | - | - | - | - | -- | -- | ----- |
|  | 1. | Mameli             | 10 | 6 | 4 | 2 | 0 | 19 | 5  | 3.800 |
|  | 2. | Triestina          | 7  | 5 | 3 | 1 | 1 | 11 | 6  | 1.833 |
|  | 3. | Giordana           | 5  | 5 | 2 | 1 | 2 | 14 | 9  | 1.556 |
|  | 4. | Dop. Ferr. Venezia | 0  | 6 | 0 | 0 | 6 | 7  | 31 | 0.226 |

Verdetti
- Mameli qualificato alla Finale.

Risultati
- 20 luglio 1941:
  - Giordana-Mameli 1-1.
  - Venezia-Triestina 1-2.
- 27 luglio 1941:
  - Triestina-Mameli 0-0.
  - Venezia-Giordana 2-3.
- 3 agosto 1941:
  - Venezia-Mameli 2-4.
  - Triestina-Giordana (rinviata per assenza dell'arbitro).
- 10 agosto 1941:
  - Mameli-Giordana 3-0.
  - Triestina-Venezia 5-1.
- 15 agosto 1941:
  - Mameli-Triestina 3-1.
  - Giordana-Venezia 9-0.
- 17 agosto 1941:
  - Mameli-Venezia 8-1.
  - Giordana-Triestina 1-3.
- Non risulta che sia stata recuperata Triestina-Giordana, probabilmente perché ormai ininfluente per la classifica.

## Finali
Risultati
- Napoli, 31 agosto 1941: Canottieri-Mameli 2-5.
- Voltri, 7 settembre 1941: Mameli-Canottieri 4-2.

## Verdetti
- Mameli promossa in Divisione Nazionale A